# Herrschaft Hohenegg

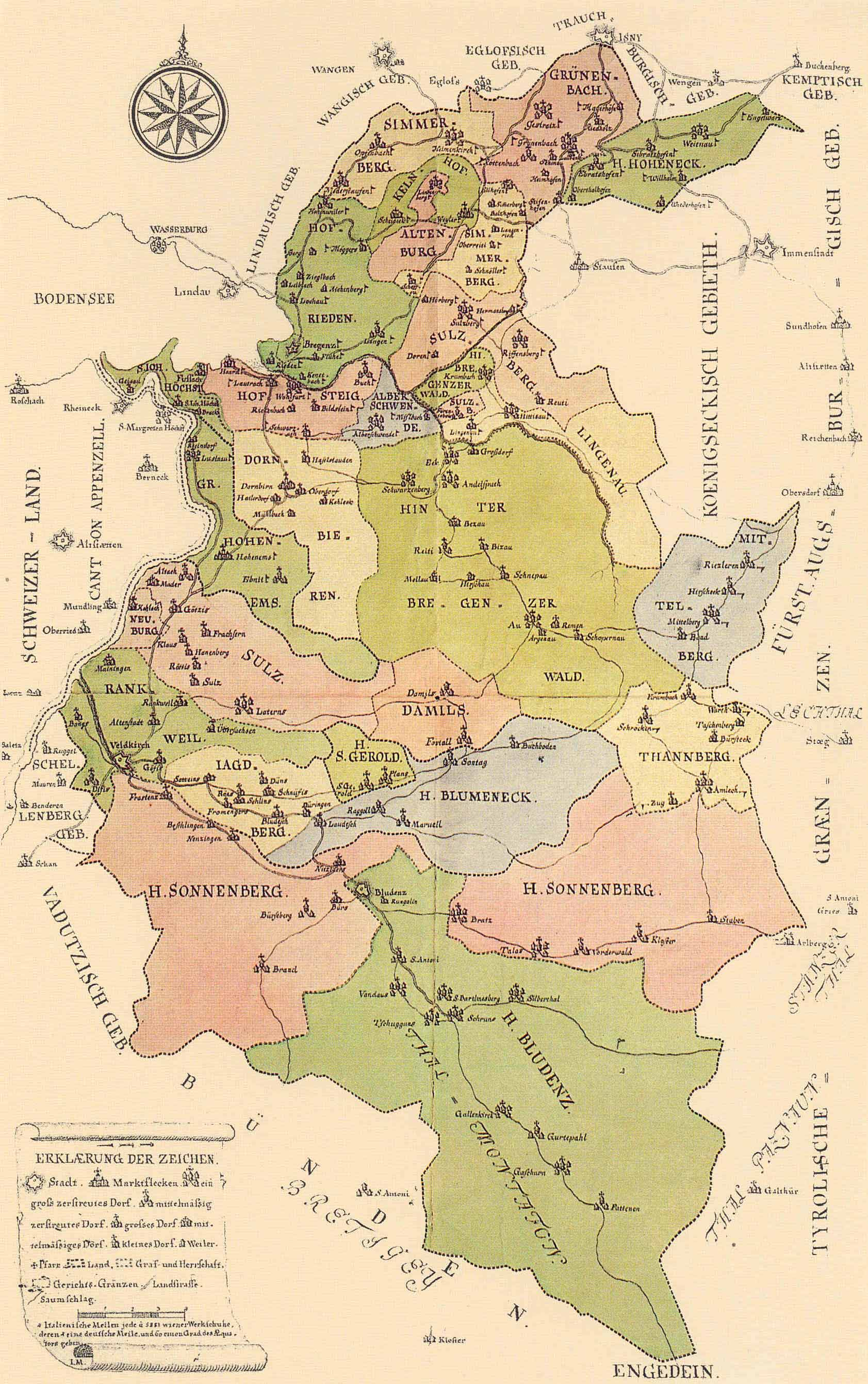
Die Herrschaft Hohenegg (Hoheneck) im Norden Vorarlbergs (1783)

Die Herrschaft Hohenegg war eine im Allgäu gelegene Herrschaft, die im Mittelalter von dem Adelsgeschlecht Hohenegg begründet wurde. Das Territorium umfasste deren Stammsitz Burg Hohenegg und angrenzende Gebiete um Ebratshofen, Maierhöfen, Wilhams und Weitnau. Das Gebiet gehört seit 1806 zu Bayern.

## Geschichte
Auf der Burg Hohenegg, die bereits 1171 erstmals erwähnt wird, saßen seit ca. 1240 die Edlen von Hohenegg, die der Herrschaft ihren Namen gaben. Sie waren Ministeriale der Grafen von Veringen.
1359 verkauften die Hohenegger, die seit 1313 auch auf der Burg Vilsegg saßen und diese zu ihrem künftigen Sitz machten, die Herrschaft Hohenegg mit ihrer Stammburg an den Grafen Wilhelm III. von Montfort-Bregenz. Das Territorium wurde Teil der Herrschaft Bregenz-Hohenegg, doch war das kein zusammenhängendes Territorium. Erst 1571, nachdem die Habsburger weitere Territorien im Allgäu erworben hatten, wurden beide Teile durch vorderösterreichisches Gebiet verbunden.
Gräfin Elisabeth von Montfort-Bregenz verkaufte am 12. Juli 1451 die Burg und Herrschaft an Herzog Sigmund von Tirol, der wiederum 1456 Burg und Herrschaft an den Pfleger Kaspar von Laubenberg (ansässig auf Burg Laubenbergerstein) verpfändete.
Hohenegg erlebte lang anhaltende Zwistigkeiten zwischen den Montfortern und Laubenbergern und auch Österreich.
Von 1451 bis 1805 war die Herrschaft Hohenegg, von mehreren Verpfändungen unterbrochen, Bestandteil des habsburgischen Vorderösterreich. Ab 1806 gehörten die Orte und Einwohner dieses ehemaligen Territoriums zum damals neu entstandenen Königreich Bayern, was durch Napoleon in den Friedensverträgen von Brünn und Preßburg bestimmt wurde.
Der Gasthof Adler in Weitnau war in der Vergangenheit der Amtssitz der Herrschaft Hohenegg.